# Harold Benjamin Fantham
Harold Benjamin Fantham est un zoologiste britannique né en 1876 et mort le 27 octobre 1937.

## Biographie
Il passe un Master of Arts puis un doctorat de science à Cambridge. Durant la Première Guerre mondiale, il sert comme protozoologiste au sein des troupes britanniques en Égypte et à Salonique.
Il enseigne la parasitologie tropicale à Londres puis la biologie à Cambridge. De 1917 à 1932, il enseigne la zoologie à l’université du Witwatersrand à Johannesbourg.
Il est l’auteur de nombreux ouvrages sur la parasitologie.
L'International Plant Names Index lui attribue une abréviation[pas clair] en botanique en tant que mycologue et phycologue.